# Forza Horizon 4

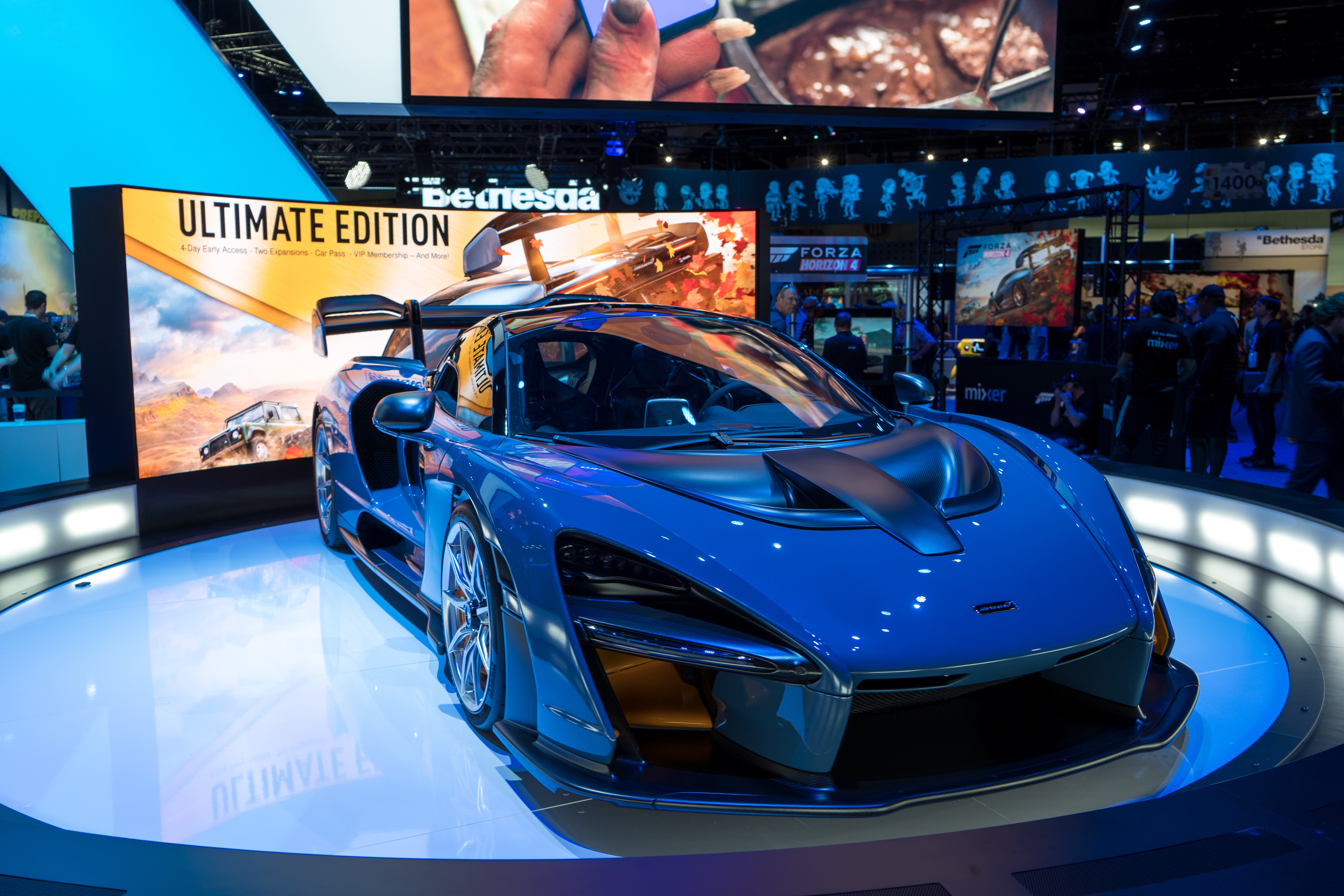
McLaren Senna en la presentación del juego en E3 2018.

Forza Horizon 4 es un videojuego de carreras de mundo abierto, jugable en línea, desarrollado por Playground Games para Xbox One y Windows 10. Fue revelado en el E3 2018 y su lanzamiento se produjo el 2 de octubre de 2018. Esta es la cuarta entrega de la serie Forza Horizon y la undécima en la saga Forza y está ambientado en Reino Unido.
El juego está dividido en 4 estaciones, esas estaciones cambian el ambiente en Reino Unido, también la climatología, y la naturaleza.

## Jugabilidad
Forza Horizon 4 es un videojuego de carreras ambientado en un mundo abierto entorno basado en una Gran Bretaña ficticia, con regiones que incluyen representaciones condensadas de Edimburgo, las Tierras Altas de Escocia, Lake District (incluyendo Derwentwater), Ambleside y Cotswolds (incluyendo Broadway), Bamburgh entre otros. El juego cuenta con un creador de rutas que permite a los jugadores crear carreras utilizando rutas completamente personalizadas. El juego tiene lugar en un mundo compartido sincronizado, en comparación con los 'drivatars' impulsados por IA de sus predecesores, y cada servidor admite hasta 72 jugadores. El juego también se puede jugar en modo fuera de línea.
El juego cuenta con un sistema meteorológico dinámico que también muestra el cambio de estaciones. El entorno en el mundo cambiará según la temporada: por ejemplo, Derwentwater se congelaría en invierno y permitiría a los jugadores conducir sobre el hielo para llegar a áreas del mundo del juego que serían inaccesibles durante el resto del tiempo. estaciones. Las temporadas se fijan en los servidores del juego, lo que significa que todos los jugadores experimentarán las mismas condiciones al mismo tiempo. Después de completar una serie de eventos de prólogo que presentan a los jugadores las cuatro temporadas, las temporadas del mundo compartido cambiarán cada semana, con los cambios que ocurren los jueves a las 2:30 pm GMT. Los cambios de temporada se advierten a los jugadores en el juego con un reloj de cuenta regresiva, que, cuando termine, activará una corta escena cinematográfica que muestra el cambio de la temporada anterior a la nueva, aunque la cinemática se retrasará para los jugadores que están en medio de un evento o actividad.
El juego cuenta con más de 750 autos con licencia. Los jugadores tienen la oportunidad de comprar casas en el juego que desbloquean nuevos elementos, autos y ventajas de juego, incluida la promoción Horizon y la capacidad de viajar rápidamente a cualquier lugar del mapa.
Volviendo de Forza Horizon 3, los Wheelspins son giros de premios con recompensas aleatorias que van desde autos, créditos (moneda del juego), emoticones, bocinas y ropa. Los giros son recompensados por avanzar en la historia y completar ciertos desafíos estacionales. Estos también se pueden comprar en la tienda #Forzathon. También se otorgan Super Wheelspins, versiones mejoradas de Wheelspins con mejores premios, por completar partes de la historia y desafíos de temporada. Los Super Wheelspins también se pueden comprar en la #Forzathon Shop. También regresando de los últimos dos juegos, el sello británico drum & bass de Hospital Records proporcionó una banda sonora compuesta por 20 pistas originales de varios artistas del sello, así como una pista inédita de Fred V & Grafix titulado "Sunrise", creado para la cinemática de apertura del juego. El álbum de la banda sonora fue lanzado el 26 de octubre de 2018.
El juego incluye una banda sonora de Dolby Atmos.
Debido a problemas de licencias, los vehículos de Mitsubishi Motors y Toyota (incluida la marca Lexus con la excepción de algunas carreras todoterreno y camiones prepersonalizados y  Subaru BRZ) no estaban presentes en el juego base, pero las actualizaciones publicadas en 2019 reintrodujeron estas marcas; Mitsubishi regresó el 15 de enero de 2019 con el lanzamiento del DLC gratuito Mitsubishi Motors Car Pack. Ese mismo día, sin embargo, dos gestos de baile ("Carlton" y "Floss") fueron retirados del juego debido a demandas presentadas por los creadores de esos bailes contra Epic Games por su uso de los bailes como gestos en su juego Fortnite Battle Royale. El 19 de noviembre de 2019, la cuenta oficial de Twitter de  Forza Motorsport  anunció que los autos Toyota regresarían a la serie  Forza  en la actualización de la Serie 17 de  Forza Horizon 4  el 12 de diciembre con el lanzamiento del Toyota Supra RZ de 1998.

### Actualizaciones de contenido y jugabilidad
Forza Horizon 4 ha visto varias expansiones y actualizaciones de contenido desde su lanzamiento.
Hay dos contenido descargable expansiones para el juego. El primero de ellos, Fortune Island, fue lanzado en diciembre de 2018. Incluye un nuevo mapa, una gama de autos adicionales y agrega condiciones climáticas extremas al juego, junto con una campaña de búsqueda del tesoro en la que los jugadores encuentran cofre del tesoro s para ganar hasta diez millones de créditos. El segundo, "Lego Speed Champions", se anunció en el E3 2019 y se lanzó el 13 de junio de 2019. Similar a la expansión Forza Horizon 3: Hot Wheels, se basa en la línea de juguetes Lego Speed Champions de la marca Lego con versiones de juguetes Lego de autos reales, un mapa "construido" con varias piezas de Lego, y su propia campaña separada. También agregó una nueva estación de radio en el juego, Radio Awesome, que se dedica exclusivamente a reproducir el tema principal de The Lego Movie "Everything Is Awesome" de Tegan y Sara con The Lonely Island.
La actualización de la Serie 5 de enero introdujo el paquete de coches DLC gratuito Mitsubishi Motors. Incluyó 7 autos nuevos y agregó una nueva campaña de 10 misiones llamada Isha's Taxis.
También se lanzaron cuatro paquetes de automóviles adicionales a partir del 22 de febrero de 2021, uno que incluye automóviles de las películas de James Bond, el otro es una colección de autos de la grieta de Fórmula D y un paquete de autos del paquete de autos Barrett-Jackson de Forza Motorsport 7. Otro paquete de autos con autos de Hot Wheels fue lanzado el 22 de febrero de 2021.
Cada cuatro semanas, al final de cada temporada de primavera, se lanza una nueva actualización para el juego que presenta nuevos contenidos de juego, autos y artículos cosméticos. La primera de estas actualizaciones, a fines de octubre de 2018, vio la adición de la herramienta Route Creator y una nueva Horizon Story, British Racing Green.
La actualización de la Serie 7 en marzo de 2019 introdujo la lista de reproducción del festival. Los jugadores completan desafíos diarios, semanales y mensuales, que incluyen, entre otros, campeonatos de temporada, juegos de patio de recreo, aventuras clasificatorias y acrobacias de relaciones públicas de temporada. Si bien completar estas tareas por sí solo genera recompensas para los jugadores, también contribuyen a las recompensas semanales y mensuales. La finalización del 50% y el 80% tanto de la Serie como de la temporada actual recompensa a los conductores con un automóvil exclusivo o un artículo cosmético, que consiste en la rareza común, rara, épica o legendaria. La lista de reproducción del festival ha seguido formando parte de cada serie desde su presentación.
Con la actualización de la Serie 9 en mayo de 2019, los desarrolladores implementaron un sistema para evitar el desplazamiento por las paredes: la práctica de chocar contra una pared curva en el exterior de una esquina en lugar de frenar y girar, lo que permite al jugador llevar más velocidad a través de una curva y mdash; y colisiones de alta velocidad en el modo multijugador en línea. El sistema predice la ocurrencia de una colisión entre dos autos con una gran diferencia de velocidad y fantasma del vehículo más rápido, evitando embestidas (tanto intencionales como accidentales). Las medidas de conducción contra la pared incluyen reducir la velocidad de un automóvil en contacto con la pared durante un período prolongado de tiempo, dependiendo de la velocidad y la distancia prevista que el jugador habría viajado si no golpeara la pared.
En julio de 2019, como parte de la actualización de la Serie 11, se agregó una Historia especial de Horizon en colaboración con Top Gear de la BBC. Las misiones, narradas por el presentador Chris Harris, proporcionaron a los jugadores recompensas que incluían el "Track-tor" (un tractor modificado para carreras que aparece en la Serie 25 del programa) y el Mercedes- Benz G63 AMG 6x6. La actualización también vio el regreso de los modos Rivals basados en clases de juegos anteriores de la serie, y la capacidad de rastrear el progreso en el menú Horizon Life, así como varios autos nuevos desbloqueables en la función de lista de reproducción Festival del juego.
En diciembre de 2019, como parte de la actualización de la Serie 17, se agregó un nuevo modo de estilo battle royale para 72 jugadores llamado The Eliminator. En este modo, los jugadores comienzan conduciendo por el mundo del juego en un automóvil bastante lento y débil como un Mini Cooper de 1965. A medida que los jugadores deambulan por la zona segura, pueden adquirir autos que contienen vehículos más poderosos que aparecen aleatoriamente en el mapa. Los jugadores también pueden desafiar a otros jugadores a carreras cara a cara a puntos específicos en el mapa apuntando su cámara al vehículo del otro y tocando la bocina. Los jugadores son eliminados del evento si salen de la zona segura (que se reduce con el tiempo como en otros juegos de Battle Royale) o pierden una carrera cara a cara, donde el ganador tiene la opción de conducir el coche del oponente o recibir una actualización. Eventualmente, cuando la zona segura se reduce a cierto punto, los jugadores restantes correrán hasta un punto final en el mapa para determinar el ganador. Microsoft declaró en 2021 que The Eliminator era el modo multijugador más popular del juego.
En abril de 2020, como parte de la actualización de la Serie 21, Horizon Promo, una función que se encontraba anteriormente en Forza Horizon 2 y 3 donde los jugadores toman en Las fotografías del juego de autos que usan el Modo Foto para obtener recompensas, regresaron a la serie Forza Horizon en Horizon 4. En julio de 2020, la actualización de la Serie 24 trajo una nueva función de desafío fotográfico en la lista de reproducción del festival. Esta función recompensaría a los jugadores si tomaran una foto del automóvil especificado frente a la ubicación especificada según lo establecido por el Photo Challenge para esa semana.
En julio de 2020, se anunció que Forza Horizon 4 sería uno de un conjunto de juegos publicados por Xbox Game Studios para recibir una versión mejorada para Xbox Series X/S a través de Smart Sistema de entrega, que hará que el juego se pueda reproducir en la nueva consola en resolución 4K a 60 fps.
En diciembre de 2020, como parte de la actualización de la Serie 30, se agregó al juego otro nuevo modo de juego llamado Super7, que vino junto con la función ampliada "Blueprint Builder". En Super7, los jugadores deben completar una serie de siete desafíos de acrobacias seleccionados al azar para obtener recompensas. Blueprint Builder amplía la función Blueprint de Forza permitiendo a los jugadores configurar rampas, estructuras y escenarios à la de la serie TrackMania para crear sus propios desafíos y compartirlos con la comunidad en línea del juego. En los días siguientes, se incluyó en el juego un coche ficticio, conocido como Quadra V-Tech de 2058, como parte del lanzamiento de Cyberpunk 2077.
El 9 de marzo de 2021, el juego se lanzó en Steam, que sufrió varios problemas de juego y fallas del juego, así como la discapacidad para importar juegos guardados de Microsoft Store.
El 14 de abril de 2021, la versión de Steam recibió un parche que contenía "varias mejoras de estabilidad", según las notas del parche.
En julio de 2021, como parte de la actualización de la Serie 37, se lanzó una variante más difícil del modo de juego Super7, llamada Super7 High Stakes, que utiliza la misma mecánica de juego que el estándar Super7, pero con un concepto de "High Stakes". Después de completar un desafío, el jugador tiene dos opciones:  Stick , que le permite reclamar sus recompensas obtenidas anteriormente y que también reinicia el juego, o Twist, que acumula las recompensas. El jugador tiene tres intentos para completar cada desafío y la oportunidad de elegir un nuevo desafío tres veces por juego. Si el jugador pierde tres veces, se perderán todas las recompensas obtenidas anteriormente y el juego comenzará desde el principio. También es la última actualización importante de contenido para Forza Horizon 4, con solo un auto nuevo, el VUHL 05RR, que es un guiño a la ubicación mexicana en Forza Horizon 5 .

## Autos
- Abarth 124 Spider (2017)
- Abarth 695 Biposto (2016)
- Abarth Fiat 131 (1980)
- Abarth 595 esseesse (1968)
- Acura NSX (2017)
- Acura RSX Type-S (2002)
- Acura Integra Type-R (2001)
- Alfa Romeo Giulia Quadrifoglio (2017)
- Alfa Romeo 4C (2014)
- Alfa Romeo 8C Competizione (2007)
- Alfa Romeo 33 Stradale (1968)
- Alfa Romeo Giulia Sprint GTA Stradale (1965)
- Alfa Romeo Giulia TZ2 (1965)
- Alfa Romeo P3 (1934)
- Alumi Craft Class 10 Race Car (2015)
- AMC Gremlin X (1973)
- AMC Javelin AMX (1971)
- Ariel Nomad (2016)
- Ariel Atom 500 V8 (2013)
- Ascari KZR1 (2012)
- Aston Martin DB11 (2017)
- Aston Martin Vulcan (2016)
- Aston Martin Vantage GT12 (2016)
- Aston Martin V12 Vantage S (2013)
- Aston Martin Vanquish (2012)
- Aston Martin One-77 (2010)
- Aston Martin DB5 (1964)
- Aston Martin DB4GT Zagato (1960)
- Aston Martin DBR1 (1958)
- Audi R8 V10 plus (2016)
- Audi S1 (2015)
- Audi RS6 Avant (2015)
- Audi TTS Coupé (2015)
- Audi RS4 Avant (2013)
- Audi RS7 Sportback (2013)
- Audi R8 Coupé V10 plus 5.2 FSI quattro (2013)
- Audi RS 3 Sportback (2011)
- Audi RS 5 Coupé (2011)
- Audi TT RS Coupé (2010)
- Audi RS 6 (2009)
- Audi RS 4 (2006)
- Audi RS 6 (2003)
- Audi RS 4 Avant (2001)
- Audi RS 2 Avant (1995)
- Audi Sport quattro S1 (1986)
- Audi Sport quattro (1983)
- Austin FX4 Taxi (1964)
- Austin-Healey 300 MKIII (1965)
- Austin-Healey Sprite Mkl (1968)
- Auto Union Type D (1939)
- BAC Mono (2014)
- Bentley Continental Supersports (2017)
- Bentley Bentayga (2016)
- Bentley Continental GT Speed (2013)
- Bentley 4-1/2 Litre Supercharger (1931)
- BMW M2 Coupé (2016)
- BMW M4 GTS (2016)
- BMW i8 (2015)
- BMW X6 M (2015)
- BMW M4 Coupe (2014)
- BMW M6 Coupe (2013)
- BMW M5 (2012)
- BMW Z4 Sdrive35is (2011)
- BMW X5 M (2011)
- BMW 1 Series M coupe (2011)
- BMW M5 (2009)
- BMW M3 (2008)
- BMW Z4 M Coupe (2008)
- BMW M3 (2005)
- BMW M5 (2003)
- BMW Z3 M Coupe (2002)
- BMW M3 (1997)
- BMW M5 (1995)
- BMW M3 (1991)
- BMW M5 (1988)
- BMW M1 (1981)
- BMW 2002 Turbo (1973)
- BMW Isetta 300 Export (1957)
- Bowler EXR S (2012)
- Bugatti Chiron (2018)
- Bugatti Veyron Super Sport (2011)
- Bugatti EB110 super sport (1992)
- Bugatti type 35 C (1926)
- Buick Regal GNX (1987)
- Cadillac ATS-V (2016)
- Cadillac CTS-V sedan (2016)
- Cadillac XTS Limousine (2013)
- Catherham Superlight R500 (2013)
- Chevrolet Camaro ZL1 (2017)
- Chevrolet Corvette Z06 (2015)
- Chevrolet Camaro Z/28 (2015)
- Chevrolet Corvette ZR1 (2009)
- Chevrolet Corvette Z06 (2002)
- Chevrolet Corvette ZR-1 (1995)
- Chevrolet Monte Carlo Super Sport (1988)
- Chevrolet Camaro Z28 (1979)
- Chevrolet Chevelle Super Sport 454 (1970)
- Chevrolet Corvette ZR-1 (1970)
- Chevrolet El Camino Super Sport 454 (1970)
- Chevrolet Camaro Z28 (1970)
- Chevrolet Camaro Super Sport Coupe (1969)
- Chevrolet Nova Super Sport 396 (1969)
- Chevrolet Corvette Stingray 427 (1967)
- Chevrolet Nova Super Sport (1966)
- Chevrolet Impala Super Sport 409 (1964)
- Chevrolet Corvette (1960)
- Chevrolet Bel Air (1957)
- Chevrolet 150 Utility Sedan (1955)
- Chevrolet Corvette (1953)
- Chrysler VH Valiant Charger R/T E49 (1972)
- Datsun 510 (1970)
- Dodge Durango SRT (2018)
- Dogde Challenger SRT Demon (2018)
- Dodge Viper ACR (2016)
- Dodge Challenger SRT Hellcat (2015)
- Dodge Charger SRT Hellcat (2015)
- Dodge Viper SRT10 ACR (2008)
- Dodge Viper GTS ACR (1999)
- Dodge Challenger R/T (1970)
- Dodge Charger R/T (1969)
- Dodge Charger Daytona HEMI (1969)
- Dodge Dart HEMI Super Stock (1968)
- Donkervoort D8 GTO (2013)
- Eagle Speedster (2012)
- Ferrari 488 GTB (2015)
- Ferrari F12tdf (2015)
- Ferrari California T (2014)
- Ferrari XX K (2014)
- Ferrari LaFerrari (2013)
- Ferrari 458 Speciale (2013)
- Ferrari F12berlinetta (2012)
- Ferrari FF (2011)
- Ferrari 599XX (2010)
- Ferrari 599 GTO (2010)
- Ferrari 458 Italia (2009)
- Ferrari 430 Scuderia (2007)
- Ferrari 360 Challenge Stradale (2003)
- Ferrari 575M Maranello (2002)
- Ferrari Enzo Ferrari (2002)
- Ferrari F50 GT (1996)
- Ferrari F50 (1995)
- Ferrari F355 Berlinetta (1994)
- Ferrari 512 TR (1992)
- Ferrari F40 (1987)
- Ferrari 288 GTO (1984)
- Ferrari Dino 246 GT (1969)
- Ferrari 365 GTB/4 (1968)
- Ferrari #24 Ferrari Spa 330 P4 (1967)
- Ferrari 250LM (1963)
- Ferrari 250 GTO (1962)
- Ferrari 250 GT Berlinetta Lusso (1962)
- Ferrari 250 Testa Rossa (1967)
- Ferrari 250 California (1957)
- Ferrari 500 Mondial (1953)
- Ferrari 166MM Barchetta (1948)
- FIAT 124 Sport Spider (1980)
- Ford Mustang GT (2018)
- Ford Focus RS (2017)
- Ford GT (2017)
- Ford F-150 Raptor (2017)
- Ford #14 Rahal Letterman Lanigan Racing GRC Fiesta (2017)
- Ford M-Sport Fiesta RS (2017)
- Ford Shelby GT350R (2016)
- Ford Falcon GT F 351 (2015)
- Ford Fiesta ST (2014)
- Ford Ranger T6 Rally Raid (2014)
- Ford #11 Rockstar F-150 Trophy Track (2014)
- Ford FPV Limited Edition Pursuit Lite (2014)
- Ford Shelby GT500 (2013)
- Ford Transit SuperSportVan (2011)
- Ford F-150 SVT Raptor (2011)
- Ford Crown Victoria Police Interceptor (2010)
- Ford Focus RS (2009)
- Ford GT (2005)
- Ford Focus RS (2003)
- Ford SVT Cobra R (2000)
- Ford SVT Cobra R (1993)
- Ford Escort RS Cosworth (1992)
- Ford Sierra Cosworth RS500 (1987)
- Ford Escort RS Turbo (1986)
- Ford RS200 Evolution (1985)
- Ford Fiesta XR2 (1981)
- Ford Escort RS1800 (1977)
- Ford Bronco (1975)
- Ford XB Falcon GT (1973)
- Ford Capri RS3100 (1973)
- Ford Escort RS1600 (1973)
- Ford Falcon XA GT H-O (1972)
- Ford Mustang Mach 1 (1971)
- Ford Mustang Boss 302 (1971)
- Ford Lotus Cortina (1966)
- Ford #2 GT40 Mk ll Le Mans (1966)
- Ford Mustang Coupe (1965)
- Ford GT40 Mk l (1964)
- Ford anglia 105E (1959)
- Ford F-100 (1956)
- Ford Super Deluxe Station Wagon (1946)
- Ford De Luxe Coupe (1940)
- Ford De Luxe Five-Window Coupe (1932)
- GMC Vandura G-1500 (1983)
- HDT VK Commodore Group A (1985)
- Hennessey Venom GT (2012)
- Holden Torana A9X (1977)
- Holden Sandman HQ Panel Van (1974)
- Holden HQ Monaro GTS 350 (1973)
- Honda Civic Type-R (2016)
- Honda Ridgeline Baja Trophy Truck (2015)
- Honda S2000 CR (2009)
- Honda Civic Type-R (2007)
- Honda NSX-R (2005)
- Honda Civic Type-R (2004)
- Honda Civic Type-R (1997)
- Honda NSX-R (1992)
- Honda CR-X SiR (1991)
- Hoonigan Rauh-Weit Begriff Porsche 911 Turbo (1991)
- Hoonigan Ford Escort RS1800 (1978)
- Hoonigan Chevrolet Napalm Nova (1972)
- Hoonigan Ford Hoonicorn Mustang (1965)
- Hoonigan Chevrolet Bel Air (1955)
- HSV Gen-F GTS (2014)
- HSV Limited Edition Gen-F GTS Maloo (2014)
- Hummer H1 Alpha (2006)
- Hyundai Veloster N (2019)
- Infiniti Q60 Concept (2015)
- Infiniti Q50 Eau Rouge (2014)
- International Scout 800A (1970)
- Jaguar F-PACE S (2017)
- Jaguar F-TYPE Proyect 7 (2016)
- Jaguar F-TYPE R Coupé (2015)
- Jaguar XFR-S (2015)
- Jaguar XE-S (2015)
- Jaguar XKR-S GT (2015)
- Jaguar XJ220 (1993)
- Jaguar XJ-S (1990)
- Jaguar Lightweight E-Type (1964)
- Jaguar E-Type S1 (1961)
- Jaguar Mk ll 3.8 (1959)
- Jaguar D-Type (1956)
- Jaguar XK 120 SE (1954)
- Jeep Grand Cherokee Trackhawk (2018)
- Jeep Trailcat (2016)
- Jeep Grand Cherokee SRT (2014)
- Jeep Wrangler Rubicon (2012)
- Jeep CJ5 Renegade (1976)
- KIA Stinger (2018)
- Koenigsegg Regera (2016)
- Koenigsegg One: 1 (2015)
- Koenigsegg Agera (2011)
- KTM X-Bow R (2013)
- Lamborghini Centenario LP 770-4 (2016)
- Lamborghini Aventador LP750-SV (2016)
- Lamborghini Urus Concept (2014)
- Lamborghini Huracán LP 610-4 (2014)
- Lamborghini Veneno (2013)
- Lamborghini Aventador LP700-4 (2012)
- Lamborghini Gallardo LP 510-4 Superleggera (2011)
- Lamborghini Sesto Elemento (2011)
- Lamborghini Murciélago LP 670-4 SV (2010)
- Lamborghini Reventón (2008)
- Lamborghini Diablo SV (1997)
- Lamborghini Countach LP5000 QV (1988)
- Lamborghini LM 002 (1986)
- Lamborghini Miura P400 (1967)
- Lancia Delta HF Integrale EVO (1992)
- Lancia Delta S4 (1986)
- Lancia 037 Stradale (1982)
- Lancia Stratos HF Stradale (1974)
- Lancia Fulvia Coupé Rallye 1.6 HF (1968)
- Land Rover Range Rover Sport SVR (2015)
- Land Rover Defender 90 (1997)
- Land Rover Range Rover (1973)
- Land Rover Serie lll (1972)
- Local Motors Rally Fighter (2014)
- Lola #6 Penske Sunoco T70 MklllB (1969)
- Lotus 3-Eleven (2016)
- Lotus Exige S (2012)
- Lotus Evora S (2011)
- Lotus 2-Eleven (2009)
- Lotus Elise 111S (2005)
- Lotus Esprit V8 (2002)
- Lotus 340R (2000)
- Lotus Elise GT1 (1997)
- Lotus Elan Sprint (1971)
- Lotus Eleven (1956)
- Maserati Gran Turismo S (2010)
- Maserati MC12 (2004)
- Maserati Tipo61 Birdcage (1961)
- Maserati 300 S (1957)
- Maserati A6GCS/53 Pininfarina Berlinetta (1953)
- Maserati 8CTF (1939)

## Contenido descargable
Hasta el momento, se confirma que habrá un Car Pack de Formula Drift, el cual vendrá incluido en la Standard, Deluxe y Ultimate Edition de Forza Horizon 4 y el Car Pass solamente incluido en la Deluxe y Ultimate Edition; adicionalmente, los que adquieran el juego en su edición Ultimate, tendrán acceso al juego el 28 de septiembre de 2018 y recibirán el Day One Car Pack, dos expansiones y la membresía vip.
El Day One Car Pack, esta anunciado como el paquete de autos de Lo Mejor de Bond, es decir este viene incluido con los emlemáticos vehículos de la serie de películas de acción 007, algunos de ellos tienen modificaciones únicas conforme en la trama de la película aparecían
El paquete Fortune Island te trae nuevos coches como el Lamborghini Urus, RAM Rebel TRX y el BMW M5 del 2018, y un mapa de película con climatología extrema
El paquete de vehículos de Mitsubishi nos traé de vuelta 7 icónicos vehículos de Mitsubishi de manera gratuita.
Tal y como lo obtuvimos en Forza Motorsport 7, el paquete de Barrett-Jackson regresa a Forza Horizon 4, de la misma manera incluye los mismos vehículos.
Y de igual forma se lleva a cabo la colaboración con LEGO dando paso a un nuevo contenido llamado: "LEGO SPEED CHAMPIONS" inspirado en la temática de los bloques mundialmente conocidos, en este paquete incluye 3 nuevos coches como el McLaren Senna,Ferrari F40 Competizione y el Mini Cooper S Rally Lego
Dentro del mismo DLC, se anunció que había un nuevo rumor de un coche abandonado de Lego, en la actualización 12 el vehículo fue presentado, dando a conocer el Porsche 911 Turbo 3.0 Lego.

## Recepción
El videojuego obtuvo críticas favorables, con porcentajes cercanos al 90% de aceptación en diferentes sitios de reseñas.
Forza Horizon 4 recibió un "reconocimiento universal" por la versión para Xbox One, mientras que la versión para PC recibió críticas "generalmente favorables", según el agregador de reseñas Metacritic. La versión para Xbox One es el título de Forza Horizon mejor calificado y está empatado con Forza Motorsport y Forza Motorsport 3 como la entrada mejor calificada en el  Forza  serie basada en puntuaciones de Metacritic.
El 18 de enero de 2019, Playground Games anunció que había alcanzado los 7 millones de usuarios registrados después del lanzamiento de la expansión Fortune Island. En junio de 2019, antes del lanzamiento de la expansión Lego Speed Champions, Playground Games anunció que el juego había alcanzado los 10 millones de usuarios. En agosto de 2019 se anunció que el juego había superado el hito de los 12 millones de jugadores. Para noviembre de 2020, Microsoft informó que el juego había sido jugado por 24 millones de jugadores desde su lanzamiento.

### Premios
| Año  | Premio                                                | Categoría                                       | Resultado | Ref                  |
| ---- | ----------------------------------------------------- | ----------------------------------------------- | --------- | -------------------- |
| 2018 | Game Critics Awards                                   | Mejor juego de carreras                         | Ganador   | [ 55 ]               |
| 2018 | Gamescom Awards                                       | Mejor juego de carreras                         | Ganador   | [ 56 ]               |
| 2018 | Gamescom Awards                                       | Mejor juego de consola (Xbox One)               | Nominado  | [ 56 ]               |
| 2018 | Golden Joystick Awards                                | Mejor diseño de audio                           | Nominado  | [ 57 ] [ 58 ] [ 59 ] |
| 2018 | Golden Joystick Awards                                | Mejor juego competitivo                         | Nominado  | [ 57 ] [ 58 ] [ 59 ] |
| 2018 | Golden Joystick Awards                                | Juego del año para Xbox                         | Ganador   | [ 57 ] [ 58 ] [ 59 ] |
| 2018 | Golden Joystick Awards                                | Mejor juego del año                             | Nominado  | [ 57 ] [ 58 ] [ 59 ] |
| 2018 | The Game Awards 2018                                  | Mejor diseño de audio                           | Nominado  | [ 60 ] [ 61 ]        |
| 2018 | The Game Awards 2018                                  | Mejor juego de deportes/carreras                | Ganador   | [ 60 ] [ 61 ]        |
| 2018 | Gamers' Choice Awards                                 | Juego de deportes/carreras favorito de los fans | Nominado  | [ 62 ]               |
| 2018 | Titanium Awards                                       | Mejor juego de deportes/conducción              | Ganador   | [ 63 ]               |
| 2018 | Australian Games Awards                               | Título del año en deportes, carreras o peleas   | Ganador   | [ 64 ]               |
| 2019 | Guild of Music Supervisors Awards                     | Mejor supervisión musical en un videojuego      | Nominado  | [ 65 ]               |
| 2019 | D.I.C.E. Awards                                       | Juego de carreras del año                       | Ganador   | [ 66 ] [ 67 ]        |
| 2019 | National Academy of Video Game Trade Reviewers Awards | Precisión de control                            | Nominado  | [ 68 ]               |
| 2019 | National Academy of Video Game Trade Reviewers Awards | Ingeniería                                      | Nominado  | [ 68 ]               |
| 2019 | National Academy of Video Game Trade Reviewers Awards | Juego, franquicia de carreras                   | Ganador   | [ 68 ]               |
| 2019 | National Academy of Video Game Trade Reviewers Awards | Gráficos, técnico                               | Nominado  | [ 68 ]               |
| 2019 | National Academy of Video Game Trade Reviewers Awards | Mix de música ligera original, franquicia       | Nominado  | [ 68 ]               |
| 2019 | National Academy of Video Game Trade Reviewers Awards | Colección de canciones                          | Ganador   | [ 68 ]               |
| 2019 | National Academy of Video Game Trade Reviewers Awards | Edición de sonido en un cine de juego           | Nominado  | [ 68 ]               |
| 2019 | SXSW Gaming Awards                                    | Excelencia en SFX                               | Nominado  | [ 69 ]               |
| 2019 | Game Developers Choice Awards                         | Mejor tecnología                                | Nominado  | [ 70 ]               |
| 2019 | 15th British Academy Games Awards                     | Juego británico                                 | Ganador   | [ 71 ] [ 72 ]        |
| 2019 | Italian Video Game Awards                             | Juego del año                                   | Nominado  | [ 73 ]               |
| 2019 | Italian Video Game Awards                             | Mejor audio                                     | Nominado  | [ 73 ]               |
| 2019 | Italian Video Game Awards                             | Mejor juego de deportes                         | Ganador   | [ 73 ]               |
| 2019 | Game Critics Awards                                   | Mejor juego de carreras (LEGO Speed Champions)  | Nominado  | [ 74 ]               |
| 2019 | Develop:Star Awards                                   | Mejor arte visual                               | Ganador   | [ 75 ] [ 76 ]        |
| 2019 | Develop:Star Awards                                   | Mejor diseño de juego                           | Nominado  | [ 75 ] [ 76 ]        |
| 2019 | Develop:Star Awards                                   | Mejor audio                                     | Nominado  | [ 75 ] [ 76 ]        |
| 2019 | Develop:Star Awards                                   | Mejor uso de motor de juego                     | Ganador   | [ 75 ] [ 76 ]        |
| 2019 | Develop:Star Awards                                   | Juego del año                                   | Nominado  | [ 75 ] [ 76 ]        |
| 2019 | 2019 Golden Joystick Awards                           | Mejor expansión de juego (LEGO Speed Champions) | Nominado  | [ 77 ]               |